# اسم نقطة الوصول
 اسم نقطة الوصول  (الشعبي الوطني) هو بروتوكول الكمبيوتر الذي يسمح عادة كمبيوتر المستخدم للوصول إلى الإنترنت باستخدام شبكة الهاتف المحمول.
على المستوى الفني هو معرف استخدام شبكة شكلي من قبل الجهاز المحمول عند الاتصال الناقل جي إس إم. وسيكون الناقل ثم دراسة هذا المعرف لتحديد ما ينبغي أن يكون خلق نوع من اتصال الشبكة، على سبيل المثال: ما هي عناوين بروتوكول الإنترنت وينبغي أن تسند إلى جهاز لاسلكي، ما هي الوسائل التي ينبغي استخدامها الأمن، و / أو كيف ينبغي أن تكون متصلا بعض خاصة شبكة العملاء.
وبشكل أكثر تحديدا، فإن  اسم نقطة الوصول  (الشعبي الوطني) ويحدد على الملكية الفكرية شبكة حزم البيانات (PDN) ، التي يمكن للمستخدم البيانات المتنقلة يريد التواصل مع. بالإضافة إلى تحديد PDN ، ويمكن أيضا أن تستخدم آي بي لتحديد نوع الخدمة (مثل اتصال بروتوكول التطبيقات اللاسلكية خادم (الواب) ، الوسائط المتعددة خدمة المراسلة (ملتيميديا) ، وهذا هو المقدمة من PDN. يستخدم الشعبي الوطني في 3GPP وصول شبكات البيانات، على سبيل المثال خدمة حزمة الراديو العامة (الفقر بغانا) ، تطورت الحزمة الأساسية (الاتفاقية الأوروبية).

## بنية الشعبي الوطني
آي بي يتكون من جزئين الترقيم والعنونة وتحديد الهوية. كما هو مبين في المرافق الرقم.
- ' معرف الشبكة: تعريف شبكة الاتصال الخارجية التي تكون GGSN متصلة. اختياريا، كما قد تشمل الخدمة المطلوبة من قبل المستخدم. هذا الجزء من المجلس الشعبي الوطني إلزامي
- المشغل معرف : يحدد نطاق حزمة المشغل معينة في الشبكة التي GGSN يقع. هذا الجزء من المجلس الشعبي الوطني هو اختياري. لجنة التنسيق الإداري هو موبايل رمز البلد والشركات متعددة الجنسيات لهو شبكة الجوال قانون معا التي تنفرد بتحديد مشغل شبكة للهاتف المحمول.

أمثلة الشعبي الوطني هي:
مثال: internet.mnc012.mcc345.gprs
مثال: إنترنت (ملاحظة: هذا المثال الشعبي الوطني لا يحتوي على مشغل)

## القرار الشعبي الوطني
اسم القرار الشعبي الوطني <ref=GSMA-IR.33>اتحاد جي إس إم حزب الثورة الديموقراطية IR.33 اتحاد جي إس إم IR.33 حزب الثورة الديموقراطية -- «المبادئ التوجيهية الفقر بغانا التجوال» </ المرجع> هو عملية [اسم المجال [نظام |] أسماء النطاقات] بحث لتحديد عنوان بروتوكول الإنترنت من GGSN التي توفر الاتصال إلى PDN التي حددها المجلس الشعبي الوطني. عندما الهاتف المحمول الفقر بغانا بإعداد اتصال البيانات (التي من الناحية التقنية يسمى إقامة الأولية السياق حزب الشعب الديمقراطي) ، الذي يريد الاتصال به. ثم يتم استخدام القرار الشعبي الوطني لتحديد GGSN وتوفير معالجة الملكية الفكرية.